# 约书亚·穆法瓦德-保罗
约书亚·穆法瓦德-保罗（英語：Joshua Moufawad-Paul），加拿大约克大学哲学博士，现任约克大学临时教师。 其博客称他支持加拿大革命共产党。

## 著作
- 共产主义的必要性（蒙特利尔: Kersplebedeb，2014）
- 连续性与断裂（温彻斯特: 零图书，2016），該著作主要探討毛澤東以及毛澤東思想。[4][5]
- 紧缩机制（蒙特利尔: Kersplebedeb，2017）
- 方法吞噬自己(与 Benjanun Sriduangkaew合著)(温彻斯特: 零图书，2018)